# José María González Ortega
José María González Ortega (Ciudad Real, 1958) es un poeta, antólogo y crítico ciudarrealeño.

## Biografía
José María escribe poemas desde 1977. Dirigió el programa “Palabras al viento” (Radiocadena, 1979/81) y colaboró en grupos literarios y teatrales: Guadiana, Cálamo, Arlequín, Renfe y La Fragua, participando en tertulias, recitales, centenarios, homenajes, jornadas poéticas y representando obras de Antonio Martínez, García Lorca, etc., en Almagro (Corral de Comedias), Ciudad Real y provincia, Castilla-La Mancha y Madrid.
Tiene publicados los libros La voz de las raíces (volumen colectivo “Hacia la luz”, Ciudad Real, 1979), Testimonio del ansia (Colección Ojo de Pez, n.º XLIV. Ciudad Real, 1998), Hablar con el silencio (Ídem, n.º LXXII. 2008) y Alas rotas que arden (Colección Manxa 2017). Seleccionó y coordinó la Antología Ciudad Real: Poesía Última (1983 y 1984 segunda edición, corregida y aumentada), que inauguró la Biblioteca de Autores Manchegos creada por la Diputación Provincial de Ciudad Real, y Detrás de las palabras (Postguerra y Transición en la Poesía de Ciudad Real) que publica en la Biblioteca Añil de la Editorial Almud en 2009 y que reúne a grandes voces poéticas vivas y representativas de los diferentes estilos cultivados por los autores de la provincia de Ciudad Real.
Ha sido incluido en varias antologías y colabora en el diario Lanza y revistas culturales.

## Prensa
- Lanza González Ortega reúne la mejor poesía provincial desde la posguerra
- La Tribuna (enlace roto disponible en Internet Archive; véase el historial, la primera versión y la última). Añil y la Diputación rinde tributo a cinco décadas de generaciones de poetas
- Francisco Caro Detrás de las palabras: Postguerra y Transición en la poesía de Ciudad Real
- Lanza (enlace roto disponible en Internet Archive; véase el historial, la primera versión y la última). González Ortega reúne a 15 grandes voces vivas de la poesía de la provincia
- La Tribuna (enlace roto disponible en Internet Archive; véase el historial, la primera versión y la última). Hablar con el silencio es un homenaje a todos los poetas
- Lanza Presentación Hablar con el silencio

## Críticas
- Pedro Antonio González Moreno
- Francisco Mena cantero
- Francisco Chaves
- Isabel Porrero (enlace roto disponible en Internet Archive; véase el historial, la primera versión y la última).
- Nicolás del Hierro (enlace roto disponible en Internet Archive; véase el historial, la primera versión y la última).
- Manuel López Azorín - Prensa
- Manuel López Azorín - Blog